# 能登町立宇出津小学校
能登町立宇出津小学校（のとちょうりつ うしつしょうがっこう）は、石川県鳳珠郡能登町宇出津にある公立小学校。

## 沿革
- 1872年（明治5年）[1]
  - 5月 - 石川県第14区小学校創立
  - 6月 - 応急校舎新築
- 1875年（明治8年） 6月 - 校舎新築、順天・貞操小学校と改称
- 1887年（明治20年）6月 - 校舎増築、高等・尋常・簡易の3科となる
- 1892年（明治25年）4月 - 宇出津尋常高等小学校と改称
- 1899年（明治32年）1月 - 校舎一部焼失
- 1907年（明治40年）10月 - 校舎増築（小学校令改正）
- 1913年（大正2年）12月 - 講堂新築
- 1930年（昭和5年）11月 - 校舎新築（山分小学校を合併）
- 1931年（昭和6年）11月 - 鉄筋講堂新築（宇出津町立青年学校を設置）
- 1935年（昭和10年）6月 - 校舎焼失
- 1937年（昭和12年）11月 - 校舎新築
- 1941年（昭和16年）
  - 4月 - 宇出津国民学校と改称（国民学校令）
  - 7月8日 - 校歌制定（作詞：鵠巣盛広、作曲：今井松雄）
- 1947年（昭和22年）4月 - 宇出津町立宇出津小学校と改称（学制改革）
- 1955年（昭和30年）4月 - 町村合併により能都町立宇出津小学校と改称
- 1958年（昭和33年）5月 - 校舎増築
- 1960年（昭和35年）10月 - 学校給食開始
- 1972年（昭和47年） - 危険校舎と認定される
- 1974年（昭和49年）
  - 時期不明 - 屋内体育館が不適格建築として認定される
  - 1月 - 新校舎建築に着手
  - 2月 - 校舎新築のために一部取り壊し（起工式挙行）
- 1976年（昭和51年）7月 - 新築落成式を挙行
- 1978年（昭和53年）7月 - プール完工
- 1979年（昭和54年）9月 - 国旗掲揚柱完成
- 1987年（昭和62年）5月 - 電気節減工事
- 1989年（平成元年）
  - 3月 -  屋外遊具取替え工事完了
  - 7月 - プール壁面張替え工事完了
- 1990年（平成2年）7月 - 飼育舎改築
- 1991年（平成3年）8月 - 屋内体育館床面改修塗装等工事
- 1992年（平成4年）
  - 3月 - 屋内体育館壁面腰板改修工事
  - 11月 - 文部省・県指定教育課程研究発表会
- 1995年（平成7年）11月 - 県図書館大会発表
- 1998年（平成10年）9月 - A棟耐震補強工事完了
- 1999年（平成11年）
  - 10月 - B・C棟耐震補強工事完了
  - 11月 - 大規模改修工事着手
- 2000年（平成12年）10月 - 大規模改修工事完成
- 2005年（平成17年）
  - 3月 - 町村合併により能登町立宇出津小学校と改称
  - 4月 - 地域ぐるみの学校安全体制整備推進事業（文部科学省委嘱）
  - 6月 - 文部科学省「スクールミーティング」開催
- 2007年（平成19年）
  - 4月 - 能登町立神野小学校を統合
  - 10月 - 県理科教育研究大会授業公開
  - 11月 - 学校安全文部科学大臣表彰を受賞
- 2024年（令和6年）1月1日 - 16時10分頃、令和6年能登半島地震により体育館の内壁が破損するなどの被害が発生[2]。1月9日に行う予定だった始業式を延期。

## 通学区域
字宇出津、字宇出津新、字宇出津新港、字宇出津山分、字崎山、字羽根、字藤波、字藤ノ瀬、字宇加塚、字鶴町、字曽又、字真脇、字姫、字大沢、字羽生、字小浦
卒業生は能登町立能都中学校に進学する。

## 周辺
- のと郵便局
- 公立宇出津総合病院
- 能登町役場
- コンセールのと